# 6868 Seiyauyeda
6868 Seiyauyeda este un asteroid din centura principală de asteroizi.

## Descriere
6868 Seiyauyeda este un asteroid din centura principală de asteroizi. A fost descoperit pe 22 aprilie 1992 la Yatsugatake de Yoshio Kushida și Osamu Muramatsu. Asteroidul prezintă o orbită caracterizată de o semiaxă mare de 2,66 ua, o excentricitate de 0,15 și o înclinație de 3,4° în raport cu ecliptica.